# Velika nagrada Generala San Martína 1950
Velika nagrada Generala San Martína 1950 je bila neprvenstvena dirka Formule 1 v sezoni 1950. Odvijala se je 15. januarja 1950 na dirkališču El Torreón.

## Dirka
| Poz | Dirkač                  | Moštvo              | Dirkalnik         | Krogi | Čas/Odstop | Št. m. |
| --- | ----------------------- | ------------------- | ----------------- | ----- | ---------- | ------ |
| 1   | Alberto Ascari          | Scuderia Ferrari    | Ferrari 166 FL    | 37    | 1:20:45,3  | 1      |
| 2   | Nino Farina             | Privatnik           | Maserati 4CLT     | 37    | + 19,5 s   |        |
| 3   | Piero Taruffi           | Privatnik           | Maserati 4CLT     | 37    | + 23,8 s   |        |
| 4   | Louis Chiron            | Helvetic            | Maserati 4CLT     | 36    | +1 krog    |        |
| 5   | Emmanuel de Graffenried | Enrico Platé        | Maserati 4CLT     | 36    | +1 krog    |        |
| 6   | Froilán González        | Privatnik           | Maserati 4CLT     | 36    | +1 krog    |        |
| 7   | Clemente Biondetti      | Luigi de Filippis   | Maserati 4CLT     | 36    | +1 krog    |        |
| 8   | Louis Rosier            | Ecurie Rosier       | Talbot-Lago T26C  | 35    | +2 kroga   | 13     |
| 9   | Princ Bira              | Enrico Platé        | Maserati 4CLT     | 35    | +2 kroga   |        |
| 10  | Reg Parnell             | Scuderia Ambrosiana | Maserati 4CLT     | 35    | +2 kroga   |        |
| 11  | Philippe Étancelin      | Privatnik           | Talbot-Lago T26C  | 35    | +2 kroga   | 15     |
| 12  | Piero Carini            | Privatnik           | Maserati 4CLT     | 33    | +4 krogi   |        |
| Ods | Benedicto Campos        | A.C.A.              | Ferrari 166 FL    | 13    |            |        |
| Ods | Juan Manuel Fangio      | A.C.A.              | Ferrari 166 FL    | 12    | Trčenje    | 3      |
| Ods | Luigi Villoresi         | Scuderia Ferrari    | Ferrari 166 FL    | 12    | Trčenje    | 2      |
| Ods | Dorino Serafini         | Scuderia Ferrari    | Ferrari 125C      | 3     |            |        |
| Ods | Felice Bonetto          | Scuderia Milano     | Maserati 4CLT     | 2     |            |        |
| DNS | Eitel Cantoni           | Privatnik           | Maserati 4CL      |       |            |        |
| DNS | Pascual Puopolo         | San Isidoro         | Maserati 4CLT     |       |            |        |
| DNS | Clemar Bucci            | Privatnik           | Alfa Romeo 12C-37 |       |            |        |
| DNA | Peter Whitehead         | Privatnik           | Ferrari 125C      |       |            |        |